# Atambua (stad)
Atambua is de hoofdstad van het regentschap Belu op West-Timor in de provincie Oost-Nusa Tenggara, Indonesië.

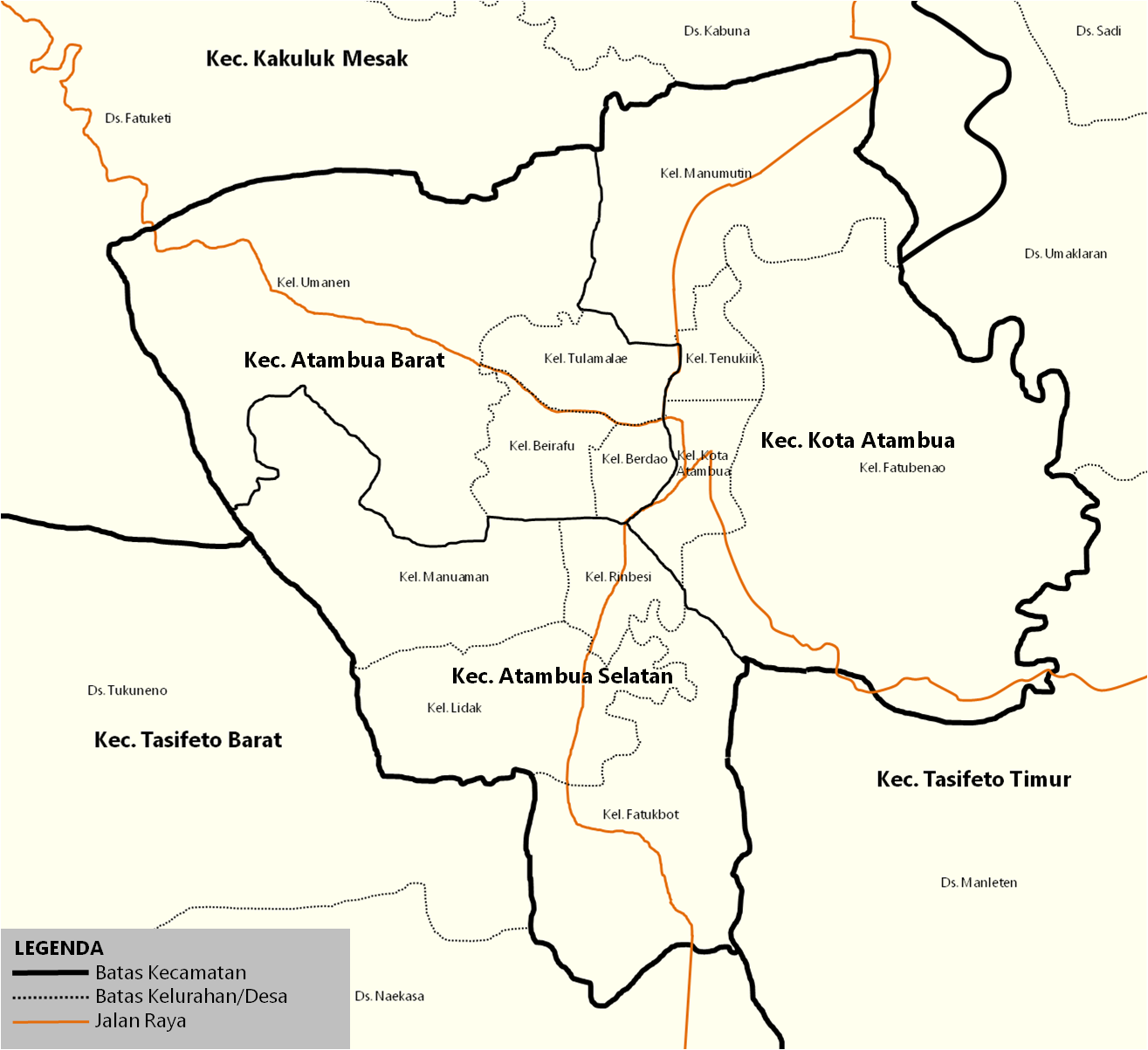
Kaart van Stad Atambua en haar districten (ID: kecamatan) en subdistricten (ID: kelurahan).

## Geografie
Stad Atambua strekt zich uit tot 8,5 km van noord naar zuid en 5 km van oost naar west, en is gelegen aan de West-Timor Hoofdweg (ID: Jalan Nasional Timor Barat), die loopt van Kupang naar Motaain aan de grens van West-Timor met Oost-Timor. De stad ligt op een hoogte van 350 m boven de zeespiegel, en met temperaturen tussen de 23 en 35 graden Celsius. Rondom is de stad Atambua omgeven door heuvels zodat de stad goed beschermd is tegen harde wind. Het klimaat is het tropisch savanneklimaat met matig tot weinig regen van april tot oktober en veel regen van november tot maart. De oppervlakte van Stad Atambua is 56,2 km2 en de stad is verdeeld in de districten: Atambua Barat, Atambua Selatan, Kota Atambua. Zie ook bijgaand kaartje van Stad Atambua.

## Naam
De naam van de plaats is afgeleid van de woorden "atan" (NL: slaaf) en "buan" (NL: heks) in de lokale taal Tetum. Samen betekent het zoiets als "De slaaf van de demonen". De demonen zouden verwijzen naar de Portugese en Nederlandse koloniale heersers die hier al vroeg de dienst uitmaakten.

## Demografie
Door een toestroom van vluchtelingen uit Oost-Timor in 1999 groeide Atambua aanzienlijk in aantal. Het is nu de tweede grootste stad van West-Timor, na Kupang. Het aantal inwoners (opgave 2020) bedraagt 85.020 personen.
De meeste inwoners spreken Tetum als moedertaal. Minderheden spreken Kemak, Bunak of Uab Meto. Stad Atambua was in 1999 een van de opvangcentra voor vluchtelingen uit Oost-Timor.
Nu is de stad een multi-etnische stad, bestaande uit Timorezen, Rotinezen, Sabunezen, Florinezen, een klein aantal etnische Chinezen en immigranten uit Ambon en Bugis Macassar.
Het percentage katholieken bedraagt 77,4 %. De overige percentages zijn: 13,5 % protestant, 8,9 % moslim, 0,22 % hindoe, 0,04 % boeddhist. Opgave: 2016.
De stad is ook het bestuurscentrum van het rooms-katholieke bisdom Atambua, dat de regentschappen Belu, Malaka en Noord-Midden-Timor omvat, en met de kathedraal Santa Maria Immaculata als centraal punt.

## Geschiedenis
Atambua werd in oktober 1916 door de Nederlanders gesticht, nadat ze verhuisd waren uit Atapupu. Atambua werd van 1942 tot 1943 korte tijd bezet door het Japanse keizerlijke leger. Ze plantten veel bomen, die te zien zijn in Hutan Jati Nenuk. Na de onafhankelijkheid ging de eerste president van Indonesië, Soekarno naar Atambua en liet er meer bomen planten in de plaats die nu Lapangan Umum heet. De meest opvallende boom, die daar is geplant, is de banyanboom. In september 1999 arriveerden hier meer dan 250.000 vluchtelingen uit Oost-Timor, na hun stem voor onafhankelijkheid en het daaropvolgende geweld. Nog in 2002 verbleven er naar schatting 60.000 vluchtelingen in kampen.

## Transport
Het lokale transport wordt met name door minibussen (ID: bemo, mikrolet) uitgevoerd. Zo zijn er vier routes die het centrum van Atambua met het buitengebied verbinden.
Ook kan men gebruik maken van de motorfiets-taxi (ID: ojek). Deze volgt echter geen vaste route.
Voor het interlokale transport zijn er vooral de intercitybussen. Zij verbinden Atambua met de steden Kefamenanu (afstand: 87 km), Soë (afstand: 179 km) en Kupang (afstand: 289 km), en met het dorp Mota'ain aan de grens met Oost-Timor (afstand: 36 km).
Verder is er een luchthaven in Atambua, A.A. Bere Tallo Airport, ongeveer 5 kilometer van het stadscentrum. IATA-code: ABU. Dagelijkse vluchten, voornamelijk van en naar Kupang, worden verzorgd door de maatschappijen Susi Air, Wings Air en Trans Nusa. Atambua heeft twee zeehavens: de haven Atapupu voor vracht en olie en de veerboothaven Teluk Gurita voor passagiers. Zo zijn er veerdiensten tussen Atambua en Kalabahi (eiland Alor), tussen Atambua en Wini en tussen Atambua en Kupang.

## Toerisme
Het regentschap Belu biedt tal van toeristische mogelijkheden, zowel aan de kust als in het binnenland: Kolam Susuk in het dorp Dualaus, het Oefuik strand, het Pasir Putih strand, cultuur (ceremoniële plaatsen, graven, forten, natuurlijke grotten), traditionele dansen, natuur (bijvoorbeeld Fulan Fehan), religieuze zaken (zoals: de Maria Lourdes-grot, de oude kerk van Nualain, de kathedraal), en excursies naar diverse ambachten annex winkel. Het toerisme trekt niet alleen lokale, maar ook buitenlandse toeristen aan, vooral Oost-timorezen. De lokale overheid bevordert het verder uitbouwen van het toerisme.

## Bekende inwoners van Atambua
- Jacques Pessers (1896-1961), apostolisch vicaris van Atambua, van 1937 tot 1957
- Theodorus van den Tillaart (1909-1991), bisschop van bisdom Atambua, van 1961 tot 1984

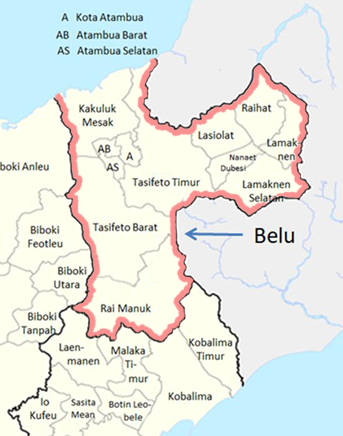
Regentschap Belu en zijn districten.
Meo krijgsman, district Atambua.